# فرار از موگادیشو
فرار از موگادیشو (کره‌ای: 모가디슈; لاتین‌نویسی اصلاح‌شده: Mogadisyu) فیلمی اکشن درام محصول سال ۲۰۲۱ کره جنوبی به کارگردانی ریو سونگ-وان و با بازی کیم یون سئوک، جو این سونگ، هو جون-هو و کیم سو-جین است. داستان این فیلم بر اساس رویدادهای واقعی در جریان جنگ داخلی سومالی و تلاش‌های دو کره برای پذیرفته شدن در سازمان ملل متحد در اواخر دهه ۱۹۸۰ و اوایل دهه ۱۹۹۰ است. این فیلم، جزئیات تلاش خطرناک فرار توسط کارمندان سفارت کره شمالی و جنوبی را به تصویر می‌کشد که در طول درگیری گیر افتاده‌اند.
با هزینه تولید ۲۴ میلیارد وون، پیش‌بینی می‌شد که فرار از موگادیشو در تابستان ۲۰۲۰ اکران شود اما اکران آن به دلیل جهش دنیاگیری کووید-۱۹ به تعویق افتاد. این فیلم در ۲۸ ژوئیه ۲۰۲۱ توسط لوته اینترتینمنت در قالب IMAX منتشر شد. فیلم به‌طور کلی نقدهای مثبتی از سوی منتقدان دریافت کرد که صحنه‌های اکشن، داستان فکاهی، کارگردانی و بازی‌های واضح آن را تحسین کردند.
از نظر عملکرد باکس آفیس، این فیلم به گزارش رسانه آمریکایی اسکرین دیلی در ۱۱ اوت، در رتبه پنجم باکس آفیس جهانی در نخستین هفته اوت ۲۰۲۱ قرار گرفت. در عرض ۵۶ روز پس از اکران، این فیلم از رکورد ۳٫۵ میلیون بلیت فروخته شده عبور کرد و اولین فیلم کره ای در سال ۲۰۲۱ شد که موفق به فروش این تعداد بلیت شده‌است. در حال حاضر این فیلم براساس گفته انجمن فیلم کره، با فروش ۲۹٫۰۵ میلیون دلار آمریکا و ۳٫۶۰ میلیون بلیت، پرفروش‌ترین فیلم سال ۲۰۲۱ در کره جنوبی است.
فرار از موگادیشو به عنوان نماینده کره جنوبی برای جایزه اسکار بهترین فیلم بین‌المللی در نود و چهارمین دوره جوایز اسکار برگزیده شد. این فیلم همچنین برنده ۶ جایزه در سی‌امین جوایز فیلم بوئیل از جمله جایزه بهترین فیلم شد.

## داستان
هنگامی که موگادیشو، پایتخت سومالی، به علت جنگ داخلی در سال ۱۹۹۱ به آشوب کشیده شد؛ کارکنان و خانواده‌های سفارت کره جنوبی بدون هیچ وسیله ارتباطی به دام افتاده بودند. بیرون رفتن به معنای مواجهه با رگبار گلوله و خمپاره بود. در چنین شرایطی، یک شب کارکنان سفارت کره شمالی برای کمک به آنها مراجعه کردند. با هدف مشترک فرار از موگادیشو، افراد هر دو سفارت تلاش جسورانه ای برای رسیدن به فرودگاه در این شرایط آشفته کردند.

## بازیگران
- کیم یون سئوک در نقش هان سین سئونگ، سفیر کره جنوبی در سومالی[۱۴]
- جو این سونگ در نقش کانگ دائه جین، مشاور و افسر اطلاعاتی سرویس اطلاعات ملی[۱۵]
- هو جون-هو در نقش ریم یونگ سو، سفیر کره شمالی در سومالی[۱۴]
- کو کیو-هوان در نقش تائه جون کی، مشاور و افسر اطلاعات سازمان امنیتی دولتی کره شمالی
- کیم سو-جین در نقش کیم میونگ هی، همسر سفیر هان
- جونگ من سیک در نقش گونگ سو چول، منشی سفیر هان
- کیم جائه هوا در نقش جو سو جین، یکی از کارکنان زن سفیر هان
- پارک کیونگ هی در نقش پارک جی یون، کارمند مترجم سفیر هان

### با حضور افتخاری
- یون کیونگ هو به عنوان افسر ارشد سرویس اطلاعات ملی[۱۶]

## تولید
در ۱۰ ژوئن ۲۰۱۹، کیم یون سئوک و جو این سونگ پاسخ مثبت به حضور در فیلم فرار از موگادیشو به کارگردانی ریو سونگ وان دادند. این اولین حضور این بازیگران کنار هم و همچنین اولین حضور آن‌ها در فیلم ریو سونگ وان بود. هو جون-هو حضور خود را در ژوئن ۲۰۱۹ تأیید کرد.
این فیلم به‌طور کامل در نیمه دوم سال ۲۰۱۹ در مراکش فیلمبرداری شد. کار پسا تولید در می ۲۰۲۰ آغاز شد.

## اکران
در ۲۲ ژوئیه، سی‌جی سی‌جی‌وی اعلام کرد که این فیلم از ۲۸ ژوئیه ۲۰۲۱ در تمام سینماها از جمله نمایشگرهای IMAX, ScreenX، 4DX و 4DX اکران خواهد شد. این دومین فیلم کره ای پس از فیلم اکشن ترسناک شبه جزیره محصول ۲۰۲۰ است که به‌طور همزمان در همه فرمت‌ها در سینماهای ویژه سی‌جی سی‌جی‌وی نمایش داده می‌شود.
فرار از موگادیشو به عنوان فیلم افتتاحیه جشنواره در بیستمین جشنواره فیلم‌های آسیایی نیویورک دعوت شده‌است. این جشنواره دو هفته ای از ۶ تا ۲۲ اوت ۲۰۲۱ در نیویورک برگزار شد. این فیلم در ۶ اوت ۲۰۲۱ در سینما والتر رید، مرکز فیلم لینکلن نمایش داده شد. این فیلم همچنین به جشنواره بین‌المللی فیلم نیوزلند در ولینگتون دعوت شده‌است تا در ۵ نوامبر ۲۰۲۱ نمایش داده شود.
این فیلم از ۱۱ اوت ۲۰۲۱ در ۴۲ سینما در آمریکای شمالی اکران می‌شود.

## بازخورد

### گیشه
این فیلم در ۲۸ ژوئیه ۲۰۲۱ در ۱۶۸۸ پرده اکران شد. با توجه به شبکه کامپیوتری یکپارچه برای بلیت فروشی سینماها توسط انجمن فیلم کره (KoFiC)، این فیلم با ثبت ۷۵۶۲۴ تماشاگر پیش‌نمایش در تاریخ ۲۸ ژوئیه ۲۰۲۱، در جایگاه اول باکس آفیس کره قرار گرفت و از تماشاگران فیلم گشت‌وگذار در جنگل پیشی گرفت. این فیلم با جذب ۱۲۶۶۲۶ تماشاگر در روز اکران، رکورد بهترین افتتاحیه سال ۲۰۲۱ را برای همه فیلم‌های کره‌ای که تا ۲۸ ژوئیه اکران شده‌اند؛ ثبت کرد. این فیلم در روز دوم با ۸۹۸۲۶ تماشاگر جایگاه اول خود را در باکس آفیس کره حفظ کرد و تعداد تماشاگران را به ۲۲۶۵۶۹ رساند. این فیلم با بسیج ۵۴۰۰۰۰ مخاطب در ۴ روز اکران، به اولین فیلم کره ای در سال ۲۰۲۱ تبدیل شد که در کمترین زمان ۵۰۰۰۰۰ مخاطب را به خود اختصاص داد. این فیلم همچنان در باکس آفیس کره جایگاه اول خود را حفظ کرده‌است.
این فیلم در ۷ روز اکران مجموعاً ۱ میلیون مخاطب را به خود اختصاص داد و به این ترتیب به پرفروش‌ترین فیلم کره‌ای در سال ۲۰۲۱ تبدیل شد و از آمار باکس آفیس فیلم ضربه سخت پیشی گرفت. تعداد بینندگان آن در هفدهمین روز اکران از ۲ میلیون نفر و در سی و سومین روز اکران از ۳ میلیون نفر فراتر رفت. ۵۶ روز طول کشید تا فیلم از مرز ۳٫۵ میلیون بیننده عبور کند. این نخستین فیلم کره ای است که در سال ۲۰۲۱ از ۳٫۵ میلیون مخاطب عبور می‌کند.
بر اساس داده‌های انجمن فیلم کره (Kofic)، در حال حاضر این فیلم با فروش ۲۹٫۰۵ میلیون دلار آمریکا و ۳٫۶۰ میلیون بلیت، پرفروش‌ترین فیلم در میان تمام فیلم‌های اکران شده در سال ۲۰۲۱ در کره جنوبی است. و طبق باکس آفیس موجو در گیشه جهانی ۲۰۲۱، رتبه ۷۱ را دارد.
پذیرش هفتگی (براساس شبکه کامپیوتری یکپارچه برای بلیط پذیرش سینما)
| پذیرش (افراد) و رتبه گیشه در تاریخ آخر هفته مربوط | پذیرش (افراد) و رتبه گیشه در تاریخ آخر هفته مربوط | پذیرش (افراد) و رتبه گیشه در تاریخ آخر هفته مربوط |
| پایان هفته                                        | پذیرش (تجمعی)                                     | رتبه در BO                                        |
| ------------------------------------------------- | ------------------------------------------------- | ------------------------------------------------- |
| تا تاریخ ۳ اکتبر ۲۰۲۱                             | ۳٬۵۸۳٬۶۶۲                                         | ۹                                                 |
| تا تاریخ ۲۶ سپتامبر ۲۰۲۱                          | ۳٬۵۶۲٬۸۸۵                                         | ۶                                                 |
| تا تاریخ ۱۹ سپتامبر ۲۰۲۱                          | ۳٬۴۵۴٬۸۶۷                                         | ۶                                                 |
| تا تاریخ ۱۲ سپتامبر ۲۰۲۱                          | ۳٬۳۸۱٬۸۹۴                                         | ۲                                                 |
| تا تاریخ ۵ سپتامبر ۲۰۲۱                           | ۳٬۲۴۸٬۴۶۷                                         | ۳                                                 |
| تا تاریخ ۲۹ اوت ۲۰۲۱                              | ۳٬۰۵۸٬۵۶۲                                         | ۳                                                 |
| تا تاریخ ۲۲ اوت ۲۰۲۱                              | ۲٬۷۸۰٬۸۷۲                                         | ۳                                                 |
| تا تاریخ ۱۵ اوت ۲۰۲۱                              | ۲٬۳۱۸٬۹۶۷                                         | ۲                                                 |
| تا تاریخ ۸ اوت ۲۰۲۱                               | ۱٬۷۱۲٬۲۵۱                                         | ۱                                                 |
| تا تاریخ ۱ اوت ۲۰۲۱                               | ۷۸۸٬۱۱۳                                           | ۱                                                 |

### واکنش منتقدان
در تارنمای بازبینی جمعی راتن تومیتوز که نظرات را فقط به عنوان مثبت یا منفی طبقه‌بندی می‌کند، ۹۲٪ از ۲۴ نظر مثبت هستند؛ با میانگین امتیاز ۷٫۳۰/۱۰. اجماع منتقدان سایت می‌خواند:تجسم رویدادهای واقعی قابل بحث است اما فرار از موگادیشو به عنوان یک اثر اکشن دلهره آور خوش ساخت و هوشمندانه، تأثیرگذار است.
کیم جی یون در نقد برای Newsis نوشت که صحنه‌های اکشن دیدنی و طنز بود هر چند کمتر نمایش داده شد. او معتقد بود که این فیلم به وضوح وحشت‌های جنگ و احساسات شخصیت‌هایی را که با آن روبرو شده‌اند را به تصویر می‌کشد. جی یون احساس کرد که منظره عجیب و غریب مراکش، محل فیلمبرداری، به خودی خود شخصیت اصلی فیلم است. او در پایان نقد خود نوشت: «این یک سرگرمی سبک نیست. در حالی که پس‌زمینهٔ تاریخی و صحنهٔ سنگین بر صفحهٔ نمایش غالب است، توجه بر این است که چه نوع متغیری از احساسات مهارشده‌ای که از واقعیت استفاده می‌کند، بر عملکرد باکس آفیس تأثیر می‌گذارد.»
کیم سئونگ هیون در نقد برای وای‌تی‌ان نوشت که کارگردان ریو سونگ وان جنگ داخلی سومالی در سال ۱۹۹۰ را با این که سال ۲۰۲۱ است؛ بازسازی کرده و وضعیت پرتنش بسیار خوب به تصویر کشیده شده؛ به طوری که مخاطب آن را به وضوح تجربه کند. سئونگ هیون با اشاره به صحنه فرار از مرکز شهر گفت که این صحنه برجسته فیلم است. بیننده احساس می‌کرد که حتی در موقعیت‌های پرتنش، طنز به خوبی به کار رفته‌است. سئونگ هیون خاطرنشان کرد که برخی از دیالوگ‌ها و کنش‌های شخصیت‌ها و مردم سومالی به نظر حاوی پیام‌های عمدی هستند اما نقد را این‌طور به پایان رساند: «با این وجود، فرار از موگادیشو به اندازه کافی لذت سینمایی را ارائه می‌دهد که همه اینها را جبران کند.»
کیم جی وون برای Ten Asia نوشت: «لذت صوتی و تصویری و انسان گرایی که فراتر از ایدئولوژی است، به درستی هماهنگ شده‌اند… صحنه‌های اکشن حاوی روانشناسی ناامید کننده شخصیت‌ها هستند که هم سرگرمی و هم عمق را به ارمغان می‌آورند.» او معتقد بود که صحنه فرار، صحنه برجسته فیلم است، زیرا این سکانس ناامیدی شخصیت‌ها، وحشت جنگ و حس خوب را نشان می‌دهد. او بازی گروه را ستود و نوشت: «بازیگران مکمل نقش خود را در مکان‌های مربوط ایفا کردند و یک داستان پر جنب و جوش را تکمیل کردند.» جی وون در پایان نقد خود نوشت: «بیشتر فیلم‌های کره‌ای که دربارهٔ درگیری‌های بین کره‌ای هستند، از رمزی پر از اشک استفاده می‌کنند اما فرار از موگادیشو با عبارات دراماتیک و ساده، بدون اینکه بیش از حد احساسی باشد، تأثیری تمیز به نمایش می‌گذارد».
کری دارلینگ در نقد فیلم به آن ۴ ستاره از ۵ ستاره داد و اظهار داشت: «[..] یک اکشن درگیرانه و تعلیق آمیز که ریو سونگ وان با فراست از آن استفاده می‌کند و می‌تواند صحنه‌های اکشن بزرگی را به نمایش بگذارد؛ مانند آخر فیلم و رانندگی پراضطراب به سوی نجات بالقوه در حالی که از داستان‌های انسانی در قلب آنها غافل نمی‌شود.»
راجر مور در نقد فیلم، آن را با ۳٫۵ از ۵ ستاره ارزیابی کرد و نوشت که مجموعه‌های آتش‌بازی به خوبی فیلم سقوط شاهین سیاه ریدلی اسکات بود اما جدال برای فرار بیشتر در سویه انسانی بود تا پرزرق و برق. او صحنه‌های اوج را که در آن کاروان ماشین‌ها زیر رگبار کوکتل مولوتف و گلوله در حال حرکت بودند را دوست داشت و نتیجه گرفت: «شما اکشن عالی می‌خواهید؟ از فیلم‌های کمیک بوک دوری کنید و چند زیرنویس بخوانید. فرار از موگادیشو تابستان امسال در لیگ مخصوص به خود است.»
ریچارد کویپرز از ورایتی تمجید از فیلمنامه و کارگردانی ریو سونگ وان گفت «فیلمنامه هیجان انگیز و ماجراجویی کره ای که پیشران و هوشمندانه نوشته شده؛ با انرژی کارگردانی شده‌است. وی همچنین عملکرد گروه را ستود. کویپرز که اوج تعقیب خودروهای آسیب دیده در خیابان‌های موگادیشو را دوست دارد، به این نتیجه رسید: «گرچه در نتیجه هرگز تردید وجود ندارد، اجرای این مسابقه بقا واقعاً هیجان انگیز است.»
ایوان دوسی از Midwest Film Journal نوشت که شخصیت‌های فیلم به درستی تعریف شده‌اند. او فیلمنامه ریو سونگ وان را تحسین کرد و گفت: «[او] مطمئن می‌شود که درگیری‌ها از طریق شخصیت‌های جذاب و توسعه یافته بیان می‌شود. دوسی نتیجه گرفت: «فرار از موگادیشو یک فیلم هیجان انگیز سیاسی است؛ بنابراین منتظر یک فیلم اکشن نباشید.»[....] در عوض، خود را برای داستانی خوب نوشته شده از سیاست‌های متضاد آماده کنید که می‌پرسد ملیت برای بشریت باید به کجا ختم شود برای استقامت.»
پانوس کوتزاتاناسیس در نقد برای هان‌سینما سه عنصر از کارگردانی ریو سونگ وان را در فیلم برجسته کرد. به نظر او اولین کار شخصیت پردازی بود که به بازیگران کمک کرد تا بازی ستودنی ارائه دهند. دومی اکشنی بود که کوتزاتاناسیس به خاطر آن فیلمبرداری چوی یانگ هوان را تحسین کرد و آن را «فیلمبرداری استثنایی» و تدوین لی گنگ هوی نامید. و سومی داستان طنزآمیز بود «[..] که در غیرمنتظره‌ترین لحظات ظاهر می‌شود تا حال و هوا را سبک کند». کوتزاتاناسیس این نقد را اینطور به پایان می‌رساند: «فرار از موگادیشو یک فیلم اکشن عالی است که در سطح زمینه‌ای نیز بسیار خوب عمل می‌کند زیرا عناصر اجتماعی-سیاسی فراوانی در آن گنجانده شده‌است».
آنا اسمیت برای ددلاین نوشت که فرار از موگادیشو فیلمی جذاب است که او را به یاد فیلم مهیج فرار آرگو بن افلک و فیلم مربوط به جنگ فرانسه کریسمس مبارک ساخته کریستین کاریون در سال ۲۰۰۵ می‌اندازد. اسمیت از صحنه‌ها، شخصیت‌ها و طنز فیلم خوشش آمد و گفت: «این فیلم هیجان‌انگیز که توسط یک داستان واقعی سینمایی پیش می‌رود، اکشن را با طنز و جرئت به جلوه‌ای دلپذیر می‌آمیزد.»
لی جوتون از Film Inquiry که طنز فیلم را یک دارایی بزرگ نامید؛ این بررسی را اینگونه به پایان رساند: «با بازی‌های خیره کننده میخکوب کننده به ویژه کیم و هیو به عنوان سفیران رقیب که تبدیل به متحدان موقت می‌شوند؛ آسان است که به فیلم پرفروشی مانند فرار از موگادیشو تبدیل بشوید.»
کارلا هی از کالچر میکس، عملکرد بازیگران اصلی را در این فیلم ستایش کرد و نوشت: «همه بازیگران اصلی بازی‌های خوبی ارائه می‌دهند.» او معتقد بود که فیلم دارای موقعیت‌های تپنده قلب، نامطمئن و غیرمنتظره‌ای است که فیلم را به اوج می‌رساند. کارلا در پایان این نقد نوشت: «و این یک تصویر به یاد ماندنی از کارهایی است که مردم برای حفظ وفاداری میهن پرستانه انجام خواهند داد یا نخواهند داد وقتی تصمیمات مرگ یا زندگی گرفته می‌شود.»
جیمز مارش در نقد برای ساوت چاینا مورنینگ پست به این فیلم ۳ ستاره از ۵ ستاره داد و گفت: «ریو که در سینمای اکشن پر از تستوسترون تخصص دارد، از لوکیشن‌های خاکی و خشک خود به خوبی استفاده می‌کند تا حس خطرناک بودن شخصیت‌ها، حس غافلگیرکننده خطر و آسیب‌پذیری را برجسته کند.»

## جوایز و نامزدی‌ها
| سال  | جوایز                  | دسته‌بندی                   | گیرنده | نتیجه         | مرجع. |
| ---- | ---------------------- | -------------------------- | --- | ------------- | ----- |
| ۲۰۲۱ | سی امین جوایز فیلم بیل | بهترین فیلم                | style="background: #9EFF9E; color: #000; vertical-align: middle; text-align: center; " class="yes table-yes2 notheme"\|برنده               | [ ۴۷ ] [ ۱۳ ] |       |
| ۲۰۲۱ | سی امین جوایز فیلم بیل | بهترین کارگردان            | style="background: #FDD; color: black; vertical-align: middle; text-align: center; " class="no table-no2"\|نامزدشده                        | [ ۴۷ ] [ ۱۳ ] |       |
| ۲۰۲۱ | سی امین جوایز فیلم بیل | بهترین بازیگر مرد          | کیم یون سوک \| style="background: #FDD; color: black; vertical-align: middle; text-align: center; " class="no table-no2"\|نامزدشده         | [ ۴۷ ] [ ۱۳ ] |       |
| ۲۰۲۱ | سی امین جوایز فیلم بیل | بهترین بازیگر نقش مکمل مرد | هو جون-هو \| style="background: #9EFF9E; color: #000; vertical-align: middle; text-align: center; " class="yes table-yes2 notheme"\|برنده  | [ ۴۷ ] [ ۱۳ ] |       |
| ۲۰۲۱ | سی امین جوایز فیلم بیل | بهترین بازیگر نقش مکمل مرد | کو کیو-هوان \| style="background: #FDD; color: black; vertical-align: middle; text-align: center; " class="no table-no2"\|نامزدشده         | [ ۴۷ ] [ ۱۳ ] |       |
| ۲۰۲۱ | سی امین جوایز فیلم بیل | بهترین فیلمنامه            | style="background: #9EFF9E; color: #000; vertical-align: middle; text-align: center; " class="yes table-yes2 notheme"\|برنده               | [ ۴۷ ] [ ۱۳ ] |       |
| ۲۰۲۱ | سی امین جوایز فیلم بیل | جایزه بهترین فیلمبرداری    | style="background: #9EFF9E; color: #000; vertical-align: middle; text-align: center; " class="yes table-yes2 notheme"\|برنده               | [ ۴۷ ] [ ۱۳ ] |       |
| ۲۰۲۱ | سی امین جوایز فیلم بیل | جایزه بهترین موسیقی        | style="background: #9EFF9E; color: #000; vertical-align: middle; text-align: center; " class="yes table-yes2 notheme"\|برنده               | [ ۴۷ ] [ ۱۳ ] |       |
| ۲۰۲۱ | سی امین جوایز فیلم بیل | جایزه بهترین هنر/فنی       | style="background: #FDD; color: black; vertical-align: middle; text-align: center; " class="no table-no2"\|نامزدشده                        | [ ۴۷ ] [ ۱۳ ] |       |
| ۲۰۲۱ | سی امین جوایز فیلم بیل | جایزه بهترین هنر/فنی       | style="background: #FDD; color: black; vertical-align: middle; text-align: center; " class="no table-no2"\|نامزدشده                        | [ ۴۷ ] [ ۱۳ ] |       |
| ۲۰۲۱ | سی امین جوایز فیلم بیل | جایزه ستاره سال            | جو این سونگ\| style="background: #9EFF9E; color: #000; vertical-align: middle; text-align: center; " class="yes table-yes2 notheme"\|برنده | [ ۴۸ ]        |       |